# Шпалера (садоводство)

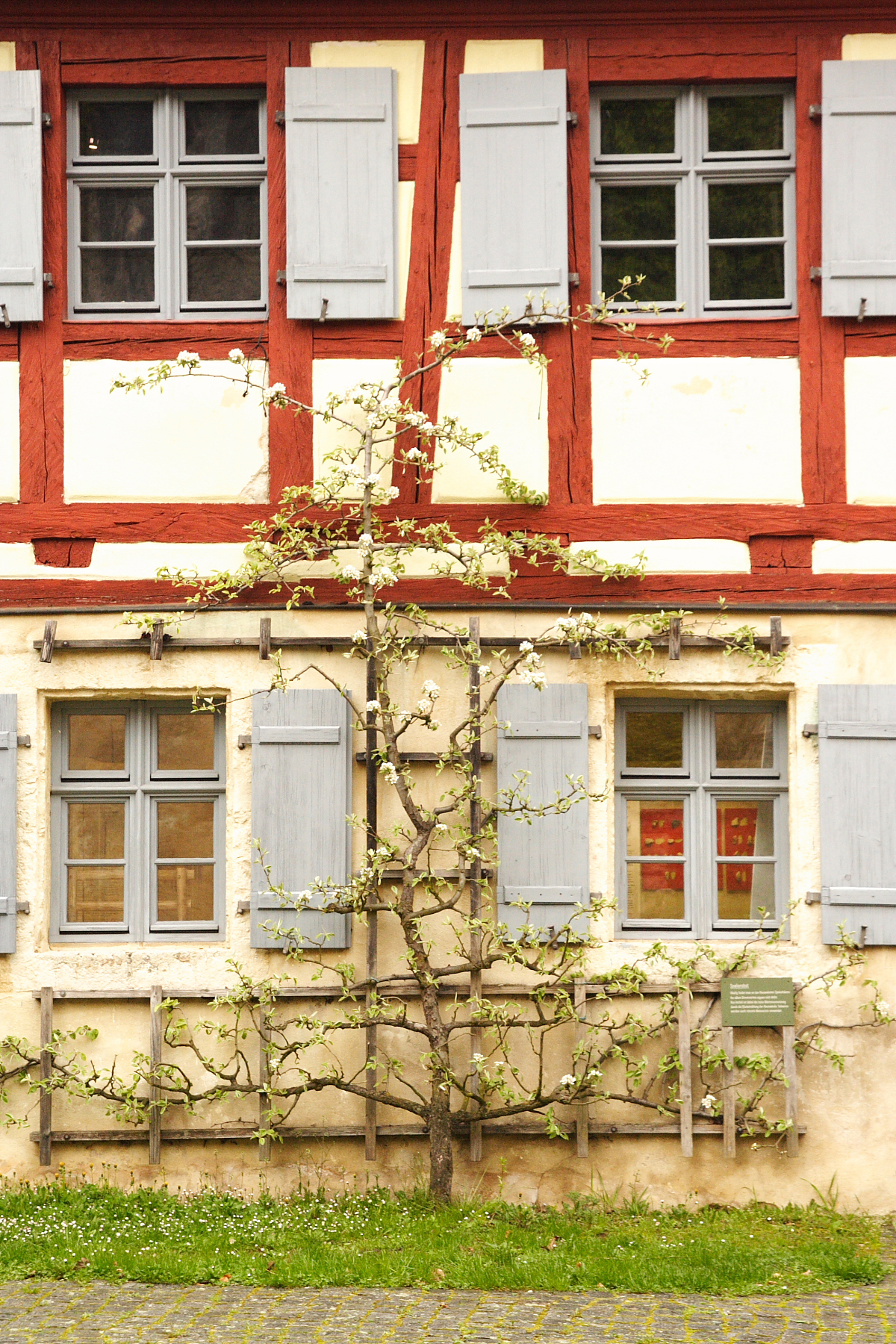
Шпалера на стене дома

Шпале́ра (от итал. spalliera, из spalla — опора, плечо) — в садоводстве и виноградарстве — конструкция, часто решетчатая, поддерживающая растения. В отличие от трельяжа для вьющихся растений, самостоятельно цепляющихся за опоры, на шпалере побеги растений обрезают определённым образом и закрепляют в определённом порядке.
Отсюда вторичное значение слова: шпалерами в Средневековье назвали ковры, которые развешивали рядами вдоль стен или в аркадах нефов средневековых соборов.

## Использование в виноградарстве
При выращивании винограда обычно используют шпалеру.
Шпалера в зависимости от типа состоит из кольев, деревянных столбов, стоек (металлических, железобетонных, пластмассовых), проволоки, якорей, скоб для закрепления проволоки, натяжек, перекладин, жердей, планок и др.
Высота шпалеры и количество проволок варьируют в зависимости от силы кустов, агротехники и зоны виноградарства.

##### Структура шпалерного куста
- Голова куста
- Рукава (плечи)
- Плодовое звено
  1. Плодовая стрелка
  2. Однолетние лозы

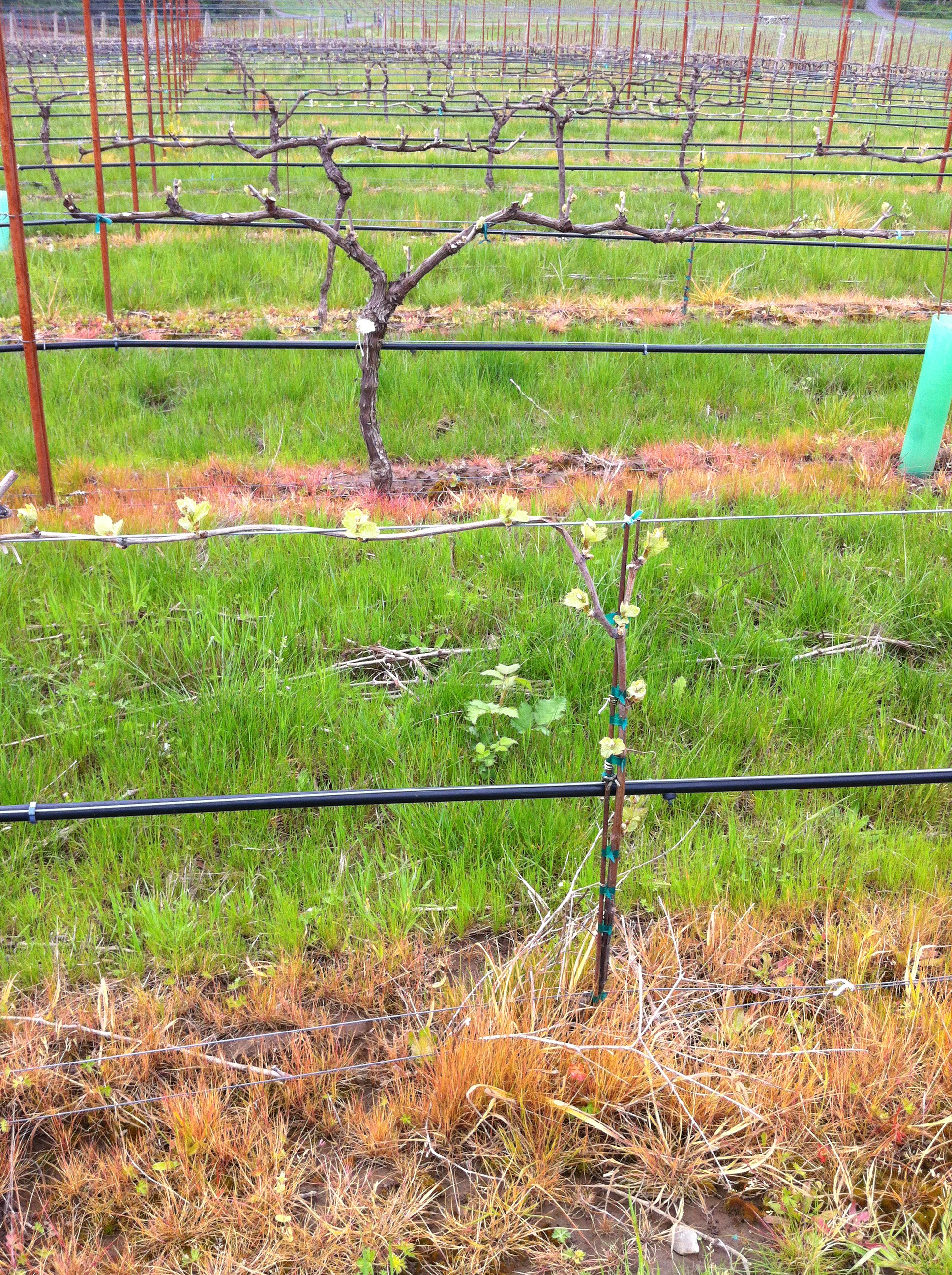
Простейшая 2х-рукавная обрезка (по методу Гюйо).

- Сучок замещения (для обрезки по принципу Гюйо)[1]

##### Катавлак
Для «передвижения» бессистемного куста в ряд шпалеры иногда используют приём «катавлак». Голову старого куста полностью закапывают, а несколько выбранных лоз укладывают в небольшую траншею до шпалеры и выводят на поверхность уже в ряду под проволоками шпалеры.

## Преимущества использования шпалерной культуры

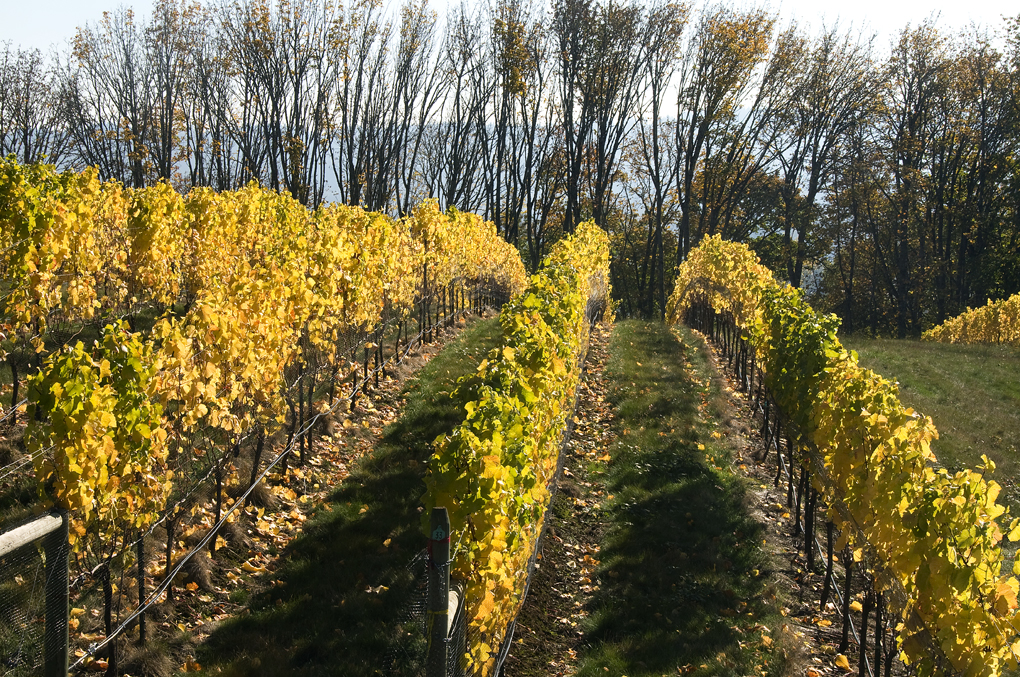
Шпалерная культура винограда

Преимущества шпалеры по сравнению с другими видами опор:
1. побеги равномерно распространяются в пространстве и хорошо освещаются солнцем;
2. листья синтезируют больше органических веществ, в результате чего усиливается плодоношение, ускоряется созревание ягод, повышается их качество, хорошо вызревают однолетние побеги;
3. кусты лучше проветриваются, благодаря чему меньше поражаются грибными болезнями, создаются более благоприятные условия для опыления;
4. облегчается укрытие кустов на зиму;
5. появляется возможность механизации работ по уходу за виноградными насаждениями и сбору урожая.

## Типы шпалер

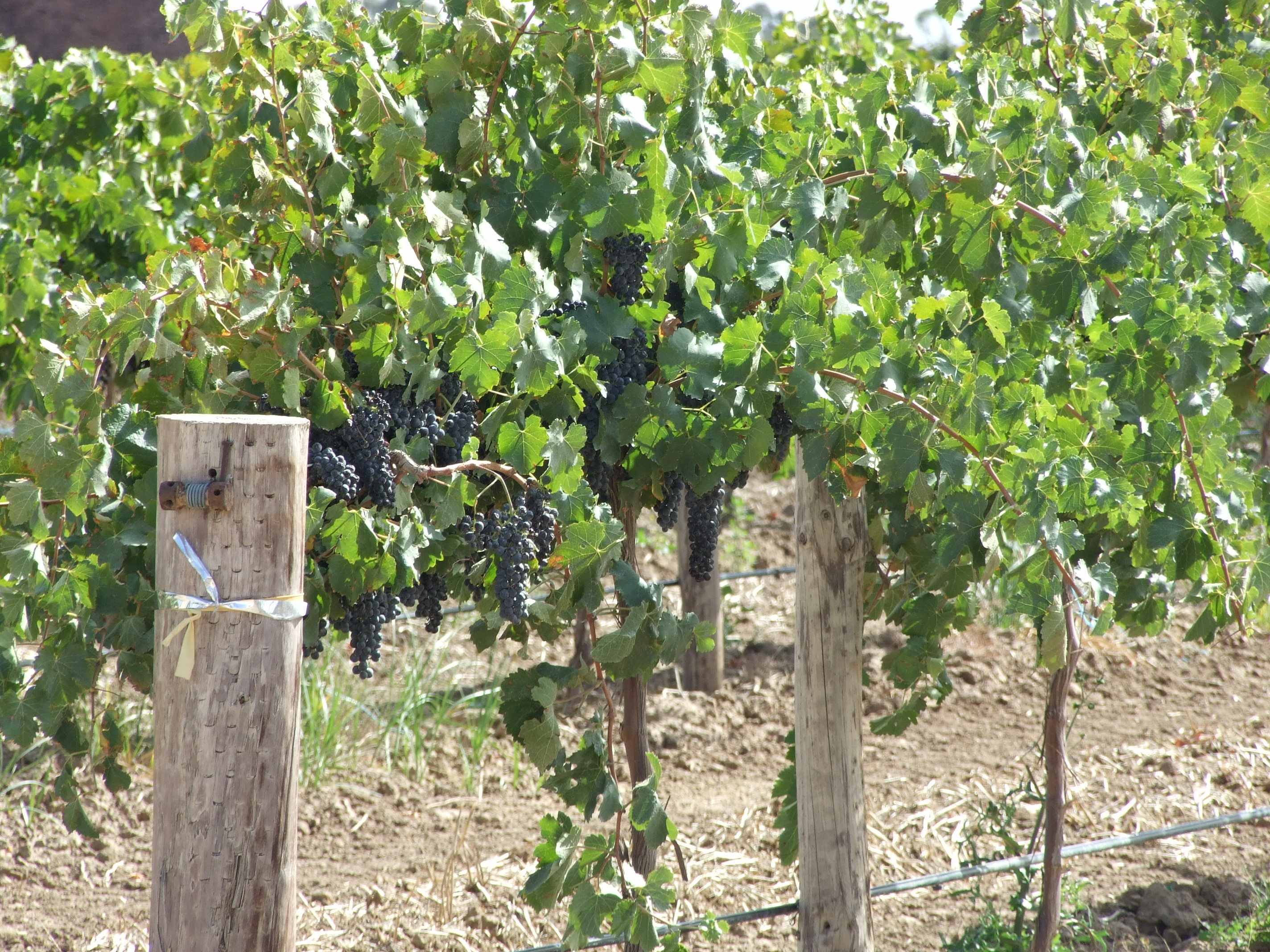
Виноград на вертикальной одноплоскостной шпалере

В зависимости от экологических условий, биологических особенностей сорта и направления использования гроздей применяют различные типы шпалер.
В практике виноградарства распространены:
- вертикальная одноплоскостная,
- наклонная двухплоскостная(V-образная),
- горизонтальная,
- вертикальная с козырьком и другие типы шпалер.

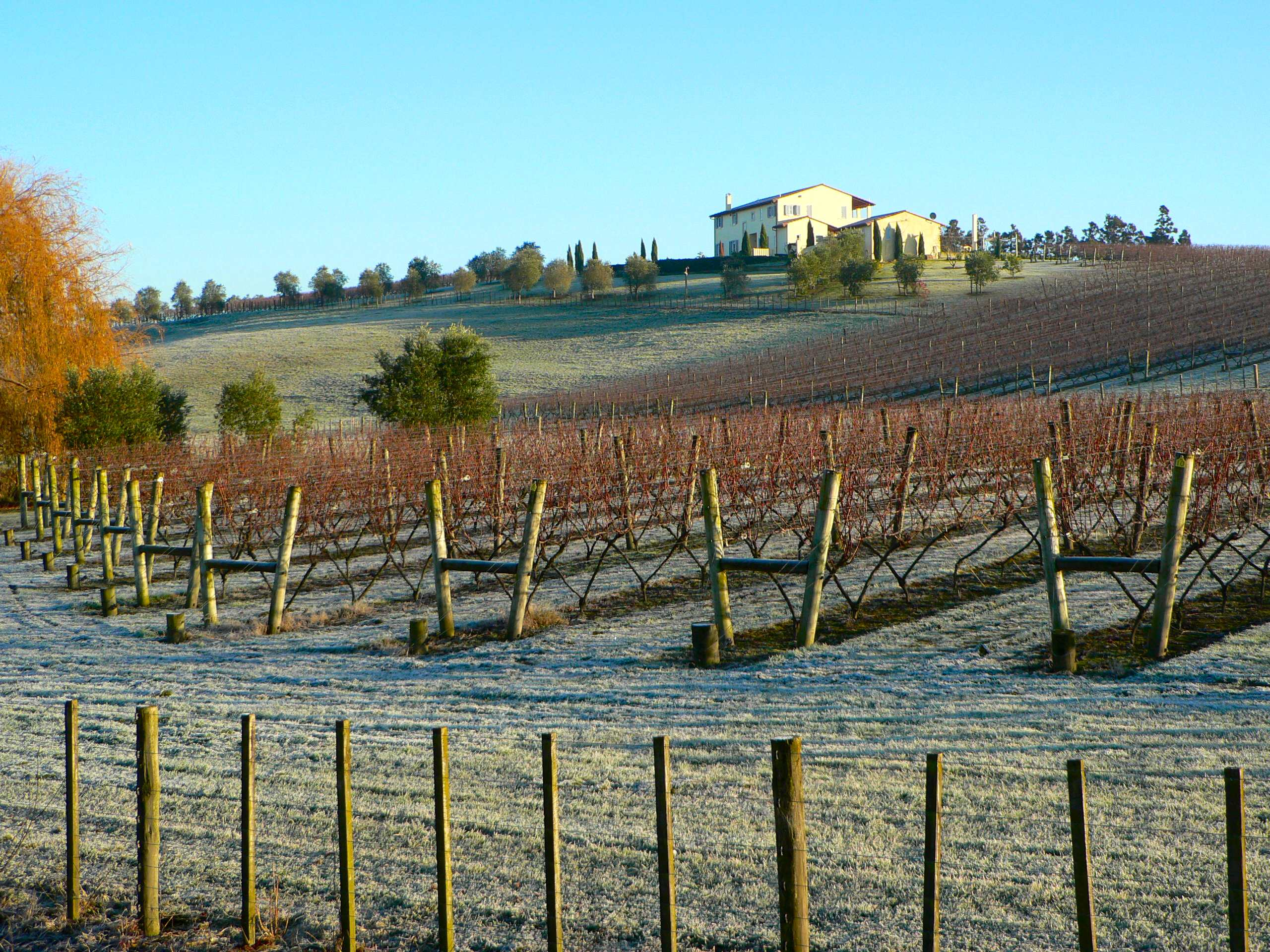
Виноград на двухплоскостной (V-образной) шпалере

Вертикальная шпалера состоит из натянутых в несколько рядов проволок между столбами. Прирост кустов размещают в одной плоскости. Может быть трех-, четырёх- или пятипроволочной. Вертикальную шпалеру широко применяют в условиях крупного промышленного виноградарства. Преимущества вертикальной шпалеры по сравнению с другими типами шпалер: простота в её установке, возможность широкой механизации работ на виноградниках; получение высоких урожаев винограда хорошего качества путём применения различных форм кустов и способов их обрезки.
Двухплоскостная (V-образная) шпалера состоит из двух спаренных шпалер, расположенных под углом. Кусты размещают в наклонном положении, что позволяет увеличить их объём, нагрузку и урожай винограда. Применяют на виноградниках, состоящих из сильнорослых сортов, размещенных на плодородных почвах при укрывной культуре винограда.
Горизонтальная шпалера, или пергола (арка), состоит из прочных столбов высотой около 2 м, соединённых перекладинами, на которых из жердей или проволоки сооружают горизонтальную решётку или сетку. На последней размещают ветви и побеги кустов винограда, культивируемого на высоком штамбе. При этой опоре грозди винограда свисают.